# رابرت واکر جونیور
رابرت واکر جونیور (انگلیسی: Robert Walker, Jr. با نام کامل رابرت هادسون واکر جونیور؛ زادهٔ ۱۵ آوریل ۱۹۴۰ – درگذشته ۵ دسامبر ۲۰۱۹) بازیگر اهل ایالات متحده آمریکا بود.

## گزیده فیلمشناسی
- دلیجان آتش (۱۹۶۷)
- مرد چنگکی (۱۹۶۳)
- تونل زمان (۱۹۶۷)
- بونانزا (۱۹۶۷)
- اتفاق (۱۹۶۷)
- حوا (۱۹۶۸)
- ایزی رایدر (۱۹۶۹)
- مرد شش‌میلیون‌دلاری (۱۹۷۸)

## مرگ
او در سن ۷۹ سالگی در خانه اش در مالیبوی کالیفرنیا، در ۵ دسامبر ۲۰۱۹ درگذشت.